# Muna (band)
Muna (gestileerd als MUNA ) is een Amerikaanse indie-popband. De band bestaat uit Katie Gavin, Josette Maskin en Naomi McPherson. De drie leerden elkaar kennen op de universiteit en zijn de band gestart in 2013. De band heeft drie studioalbums: About U (2017), Saves the World (2019) en Muna (2022). 
Sinds 2021 heeft de band een eigen podcast, Gayotic.
In 2024 bracht Gavin een soloalbum uit, What a Relief, met daarop muziek die niet geschikt was voor de band.
- International Standard Name Identifier: 0000 0004 7028 9954
- MusicBrainz: 19991eaf-c64b-4db7-bc06-12cade54bfe5